# Christopher Nkunku
Christopher Alan Nkunku (Lagny-sur-Marne, Isla de Francia, 14 de noviembre de 1997) es un futbolista francés que juega de centrocampista o delantero en el Chelsea F. C. de la Premier League de Inglaterra.

## Trayectoria
Christopher realizó las divisiones infantiles en los equipos Marolles y Racing Club de Fontainebleau. A mediados del año 2010 se unió al París Saint-Germain, para comenzar su formación como juvenil.
Para la temporada 2014-15, fue seleccionado para jugar en la Liga Juvenil de la UEFA, a pesar de dar ventaja con la edad. Debutó a nivel internacional oficial juvenil el 22 de octubre de 2014, ingresó en el minuto 85 para enfrentar al APOEL, club al que derrotaron 0-3. Jugó el encuentro con 16 años y 342 días, utilizó la camiseta número 14.
PSG no pasó de la fase de grupos, ya que se ubicó en tercera posición tras Ajax y Barcelona.
Se destacó en las juveniles y en el año 2015 fue invitado a practicar con el primer equipo, realizó la preparación de la temporada 2015-16. Fue incluido entre los jugadores para viajar a Austria, el 12 de julio de 2015 debutó como profesional en el primer partido amistoso de la pretemporada, fue titular contra Wiener SK en Viena, estuvo los 90 minutos en cancha y ganaron 3 a 0. Con 17 años y 240 días jugó su primer partido, utilizó el dorsal número 44.
Luego el plantel viajó hasta América del Norte para continuar la preparación, jugaron la International Champions Cup 2015 y Nkunku fue parte de la delegación. Estuvo presente en 3 de los 4 partidos que se disputaron, contra Benfica, Chelsea y Manchester United. Con 10 puntos y más goles a favor, PSG obtuvo el título, luego de tres victorias y un empate.

## Selección nacional
Ha sido internacional con la selección de Francia en las categorías sub-16, sub-19, sub-20 y sub-21.
El 17 de marzo de 2022 fue convocado por primera vez con la selección absoluta para jugar dos partidos amistosos ante Costa de Marfil y Sudáfrica. Debutó el día 25 ante los marfileños.
Fue citado para participar en el Mundial de 2022, pero sufrió una lesión en un entrenamiento previo a la disputa del torneo que le privó de acudir a Catar.

## Estadísticas

### Clubes
Actualizado al último partido disputado el 13 de julio de 2025.
| Club                              | Div.          | Temporada     | Liga nacional | Liga nacional | Liga nacional | Copas nacionales | Copas nacionales | Copas nacionales | Torneos internacionales | Torneos internacionales | Torneos internacionales | Total | Total | Total  | Media goleadora |
| Club                              | Div.          | Temporada     | Part.         | Goles         | Asist.        | Part.            | Goles            | Asist.           | Part.                   | Goles                   | Asist.                  | Part. | Goles | Asist. | Media goleadora |
| --------------------------------- | ------------- | ------------- | ------------- | ------------- | ------------- | ---------------- | ---------------- | ---------------- | ----------------------- | ----------------------- | ----------------------- | ----- | ----- | ------ | --------------- |
| París Saint-Germain F. C. Francia | 1.ª           | 2015-16       | 5             | 0             | 0             | 0                | 0                | 0                | 1                       | 0                       | 0                       | 6     | 0     | 0      | 0               |
| París Saint-Germain F. C. Francia | 1.ª           | 2016-17       | 8             | 1             | 0             | 7                | 1                | 1                | 1                       | 0                       | 0                       | 16    | 2     | 1      | 0.13            |
| París Saint-Germain F. C. Francia | 1.ª           | 2017-18       | 20            | 4             | 0             | 7                | 1                | 0                | 0                       | 0                       | 0                       | 27    | 5     | 0      | 0.19            |
| París Saint-Germain F. C. Francia | 1.ª           | 2018-19       | 22            | 3             | 2             | 7                | 1                | 0                | 0                       | 0                       | 0                       | 29    | 4     | 2      | 0.14            |
| París Saint-Germain F. C. Francia | Total club    | Total club    | 55            | 8             | 2             | 21               | 3                | 1                | 2                       | 0                       | 0                       | 78    | 11    | 3      | 0.14            |
| R. B. Leipzig · Alemania          | 1.ª           | 2019-20       | 32            | 5             | 13            | 3                | 0                | 0                | 9                       | 0                       | 0                       | 44    | 5     | 13     | 0.11            |
| R. B. Leipzig · Alemania          | 1.ª           | 2020-21       | 28            | 6             | 6             | 5                | 0                | 1                | 7                       | 1                       | 1                       | 40    | 7     | 8      | 0.18            |
| R. B. Leipzig · Alemania          | 1.ª           | 2021-22       | 34            | 20            | 13            | 6                | 4                | 2                | 12                      | 11                      | 0                       | 52    | 35    | 15     | 0.67            |
| R. B. Leipzig · Alemania          | 1.ª           | 2022-23       | 25            | 16            | 4             | 4                | 4                | 2                | 7                       | 3                       | 1                       | 36    | 23    | 7      | 0.64            |
| R. B. Leipzig · Alemania          | Total club    | Total club    | 119           | 47            | 36            | 18               | 8                | 5                | 35                      | 15                      | 2                       | 172   | 70    | 43     | 0.41            |
| Chelsea F. C. Inglaterra          | 1.ª           | 2023-24       | 11            | 3             | 0             | 3                | 0                | 0                | —                       | —                       | —                       | 14    | 3     | 0      | 0.21            |
| Chelsea F. C. Inglaterra          | 1.ª           | 2024-25       | 27            | 3             | 2             | 4                | 4                | 0                | 17                      | 8                       | 3                       | 48    | 15    | 5      | 0.31            |
| Chelsea F. C. Inglaterra          | Total club    | Total club    | 38            | 6             | 2             | 7                | 4                | 0                | 17                      | 8                       | 3                       | 62    | 18    | 5      | 0.29            |
| Total carrera                     | Total carrera | Total carrera | 212           | 61            | 40            | 46               | 15               | 6                | 54                      | 23                      | 5                       | 312   | 99    | 51     | 0.32            |
| 1. 2.                             |               |               |               |               |               |                  |                  |                  |                         |                         |                         |       |       |        |                 |

### Hat-tricks
| 1 | 15 de septiembre de 2021 | Etihad Stadium, Mánchester | Manchester City FC - RB Leipzig |  | 6 - 3 | Liga de Campeones de la UEFA 2021-22 |
| 2 | 24 de septiembre de 2024 | Stamford Bridge, Londres   | Chelsea FC - Barrow AFC         |  | 5 - 0 | Copa de la Liga 2024-25              |

## Palmarés

### Títulos nacionales
| Título               | Equipo                    | País     | Año  |
| -------------------- | ------------------------- | -------- | ---- |
| Ligue 1              | Paris Saint-Germain F. C. | Francia  | 2016 |
| Copa de la Liga      | Paris Saint-Germain F. C. | Francia  | 2017 |
| Copa de Francia      | Paris Saint-Germain F. C. | Francia  | 2017 |
| Supercopa de Francia | Paris Saint-Germain F. C. | Francia  | 2017 |
| Copa de la Liga      | Paris Saint-Germain F. C. | Francia  | 2018 |
| Ligue 1              | Paris Saint-Germain F. C. | Francia  | 2018 |
| Copa de Francia      | Paris Saint-Germain F. C. | Francia  | 2018 |
| Supercopa de Francia | Paris Saint-Germain F. C. | Francia  | 2018 |
| Ligue 1              | Paris Saint-Germain F. C. | Francia  | 2019 |
| Copa de Alemania     | R. B. Leipzig             | Alemania | 2022 |
| Copa de Alemania     | R. B. Leipzig             | Alemania | 2023 |

### Títulos internacionales
| Título                            | Equipo        | Sede           | Año  |
| --------------------------------- | ------------- | -------------- | ---- |
| Liga Conferencia de la UEFA       | Chelsea F. C. | Breslavia      | 2025 |
| Copa Mundial de Clubes de la FIFA | Chelsea F. C. | Estados Unidos | 2025 |

### Distinciones individuales
| Distinción                                                      | Año  |
| --------------------------------------------------------------- | ---- |
| Mejor jugador de la 1. Bundesliga                               | 2022 |
| Futbolista del año en Alemania                                  | 2022 |
| Parte de los 100 mejores jugadores del mundo según The Guardian | 2022 |
| Máximo goleador de la 1. Bundesliga                             | 2023 |